# Ire'ne lara silva
ire'ne lara silva est une poétesse et écrivaine féministe chicana américaine.

## Biographie
ire'ne lara silva née à Edinburg au Texas, a grandi dans la Rio Grande Valley (en), dans le sud du Texas. Ses parents étaient des ouvriers agricoles migrants, d'origine mexicaine, et elle a passé de nombreuses années avec sa famille à déménager « du sud du Texas à Mathis, en Oklahoma, au Nouveau-Mexique, au Panhandle et retour au sud du Texas ».
Quand est venu le temps pour elle d'aller à l'université, ses bonnes notes en mathématiques l'ont poussée vers un diplôme d'ingénieur, mais dans les six semaines suivant son arrivée à l'Université Cornell en 1993, elle a abandonné cette voie pour poursuivre des études de civilisation américaine où, pour la première fois, loin du Texas, elle s'est intéressée aux auteurs latinx. Elle a commencé à participer à des manifestations et des marches avec la Mexican American Student Alliance, où elle a été initiée à la poésie et à la littérature chicano. Pendant sa première année d'université, elle a été forcée d'abandonner et de rentrer à Edinburg, pour s'occuper de sa mère, tombée malade et a travaillé dans un Olive Garden, une chaîne de restaurants. En 1998, sa mère allant mieux, elle a déménagé à Austin. Elle y a occupé divers emplois et a décidé de se consacrer à l'écriture.
Elle a contacté des éditeurs, sans succès jusqu'en 2009, quand elle a participé et a remporté un concours parrainé par l'éditeur  Mouthfeel Press à El Paso. Son manuscrit primé est devenu son premier livre, furia, une réflexion inspirée par le décès de sa mère en 2001. Son recueil de nouvelles, flesh to bone, a suivi en 2013. Un deuxième recueil de poésie, Blood Sugar Canto, a été publié en 2016. Ses deux recueils ont été finalistes du International Latino Book Award in Poetry (en). Elle a alors été invitée dans des universités, voyageant beaucoup.
Son travail a paru dans diverses revues, Acentos Review, Pilgrimage, Yellow Medicine Review… et diverses anthologies, dont Turtle Island to Abya Yala: A Love Anthology of Art and Poetry by Native American and Latina Women, Improbable Worlds: An Anthology of Texas and Louisiana Poets, The Weight of Addition: An Anthology of Texas Poetry…
Son recueil de poésie, Blood Sugar Canto, a été publié par Saddle Road Press en janvier 2016. Silva est la co-éditrice, avec Dan Vera (en), de IMANIMAN: Poets Reflect on Transformative & Transgressive Borders Through Gloria Anzaldúa's Work, Aunt Lute Books (en), 2016.

## Distinctions
- 2017 NALAC Fund for the Arts Grant[9]
- Son premier recueil complet de poésie furia a reçu une mention honorable pour le 2011 Latino Book Awards (en). Sa collection de nouvelles flesh to bone a remporté le Premio Aztlán Literary Prize (en) 2013[10] et a été finaliste de fiction pour le prix Gift of Freedom de la Fondation A Room of Her Own 2013[11] et était finaliste pour le prix du livre de l'année de Foreword Review en fiction multiculturelle[12].
- silva est récipiendaire du Alfredo Cisneros del Moral Award 2014 et récipiendaire 2008 du Gloria Anzaldúa Milagro Award[13]. silva a été membre fondateur de la CantoMundo (en) Writers Conference.
- De 2004 à 2008, silva a été la coordinatrice exécutive du prestigieux Macondo Writers Workshop (en), l'atelier fondé par Sandra Cisneros[14]. Elle était co-directrice du Flor De Nopal Literary Festival[15].

## Publications

### Poésie
- ani'mal, La Loba Press, 2001, reprinted Axoquentlatoa Press, 2010
- INDíGENA, La Loba Press, 2001, reprinted Axoquentlatoa Press, 2010
- furia, El Paso, Mouthfeel Press, 2010
- Enduring Azucares, Little Rock, Sibling Rivalry Press (en), 2015
- blood sugar canto, Hilo, Saddle Road Press, 2016
- Cuicacalli[b] / House of Song, Saddle Road Press, 2019  (ISBN 978-1-7329521-1-9)

### Nouvelles
- flesh to bone, San Francisco, Aunt Lute Books (en), 2013

### Éditeur
- Imaniman : Poets Writing in the Anzaldúan Borderlands, Aunt Lute Books, 2016, 205 p. (ISBN 978-1-879960-93-0), avec Dan Vera (en), introduction du United States Poet Laureate (en) Juan Felipe Herrera (en)

## Critiques
- « Part song, part grito, part wail, part lullaby, and part hymn, Cuicacalli / House of Song is a multi-vocal exploration of time, place, and history. Song lives within and without the poet’s physical and spiritual experience of body, of desire, of art, of loss, and of grief on an individual and communal level. Cuicacalli / House of Song sings survival, sings indigeneity, sings some part of the tattered world back together. »[c].